# Goldfinger (canção)
"Goldfinger" é uma canção composta por John Barry, Leslie Bricusse e Anthony Newley e interpretada por Shirley Bassey para o filme homônimo, da franquia James Bond, de 1964. Executada na sequência de abertura e final da obra cinematográfica, é o único single de Bassey a configurar na Billboard Hot 100 por quatro semanas. Ela aparece na posição 53 na lista das melhores canções de filmes estadunidenses segundo o American Film Institute (AFI's 100 Years...100 Songs), além de já ter conquistado o Grammy Hall of Fame.